# Sporobolomyces roseus
Sporobolomyces roseus är en svampart som beskrevs av Kluyver & C.B. Niel 1924. Sporobolomyces roseus ingår i släktet Sporobolomyces, ordningen Sporidiobolales, klassen Microbotryomycetes, divisionen basidiesvampar och riket svampar.   Inga underarter finns listade i Catalogue of Life.